# Smaknuće carske obitelji Romanov
Ruska carska obitelj Romanov (car Nikola II., njegova supruga Aleksandra Fjodorovna te njihovo petero djece: Olga, Tatjana, Marija, Anastasia i Aleksej) pogubljena je u noći između 16. i 17. srpnja 1918. godine. Ubojstvo su izvršili boljševički revolucionari pod vodstvom Jakova Jurovskog u Ekaterinburgu. Uz čitavu obitelj pogubljeni su i članovi carske pratnje: dvorski liječnik Jevgenij Botkin, dvorska dama Ana Demidova, batler Aleksej Trupp te glavni kuhar Ivan Kharitonov. Njihova tijela odnesena su u šumu Koptjaki gdje su svučena, zakopana i izmrcvarena granatama kako bi se spriječila identifikacija.
Nakon Veljačke revolucije obitelj Romanov skupa sa svojim slugama zatočena je najprije u Aleksandrovoj palači da bi zbog Listopadske revolucije bila prebačena u Tobolsk u Sibiru. Nakon toga ponovno je premještena u kuću u Ekaterinburgu, gradu u blizini uralskog gorja, gdje je i pogubljena u srpnju 1918. godine. Boljševici su u početku javno objavili samo smrt Nikole II. i u sljedećih osam godina Sovjetsko vodstvo održavalo je sustavnu mrežu dezinformacija o sudbini obitelji: od toga da su je pogubili ljevičarski revolucionari (u rujnu 1919. godine), pa sve do potpuna negiranja da je obitelj uopće mrtva (u travnju 1922. godine). Tek 1926. godine Sovjeti su konačno priznali da je obitelj smaknuta, ali su istaknuli da su tijela bila uništena i da Lenjinov kabinet nikako nije odgovoran za njihovu smrt. Dugogodišnje zataškavanje pogubljenja obitelji izrodilo je popriličnim brojem glasina o preživjelim članovima. Različite varalice tvrdile su da su baš one djeca carske obitelji, a sve to privlačilo je do tada neviđenu pozornost medija.
Godine 1979. amaterski detektiv Aleksandar Avdonin otkrio je mjesto na kojem je obitelj pokopana. Sovjetski Savez sve do 1989. godine i razdoblja Glasnost nije priznavao postojanje posmrtnih ostataka. Naknadnom forenzičkom i DNK analizom te istragom uz pomoć britanskih stručnjaka potvrđen je identitet obitelji. Godine 1998., osam desetljeća nakon smaknuća, posmrtni ostaci obitelji Romanov ponovno su pokopani tijekom državnog sprovoda u katedrali svetog Petra i Pavla u Sankt Petersburgu. Ukopu nisu prisustvovali čelni članovi ruske pravoslavne crkve koja je i dalje nijekala autentičnost posmrtnih ostataka. Godine 2007. pronađen je drugi, manji grob u kojem su identificirani posmrtni ostaci dvoje djece obitelji Romanov, a koja su nedostajala u velikom grobu. Pronašli su ih amaterski arheolozi, a DNK analizom utvrđeno je da je riječ o careviću Alekseju te jednoj od njegovih sestara. Godine 2008. nakon opsežnog i dugotrajnog zakonskog polemiziranja, ured ruskog glavnog državnog odvjetnika rehabilitirao je kompletnu obitelj Romanov kao žrtve političke represije. Godine 1993. postsovjetska ruska vlada otvorila je i kriminalnu istragu, ali nitko nije mogao biti optužen jednostavno zato što su počinitelji djela odavno bili mrtvi.
Prema službenoj verziji Sovjetskog Saveza, bivši car Nikola II. skupa sa svojom obitelji i pratnjom pogubljen je pred streljačkim vodom. Većina povjesničara nalog smaknuća pripisuje tadašnjoj vladi koja se nalazila u Moskvi, pogotovo Vladimiru Lenjinu i Jakovu Sverdlovu, a koji su željeli spriječiti da nadolazeće legije iz Čehoslovačke tijekom ruskog građanskog rata pokušaju pomoći carskoj obitelji. Isto mišljenje podupire i odlomak iz osobnog dnevnika Lava Trockog. Godine 2011. istraga je zaključila da, premda je otvorena državna arhiva u godinama nakon raspada Sovjetskog Saveza, nije pronađen niti jedan pismeni dokument u kojem je izričito bilo istaknuto da su Lenjin ili Sverdlov naložili smaknuće; međutim, obojica su ga podržala nakon njegova izvršenja. Drugi izvori tvrde da je Lenjin skupa s centralnom sovjetskom vladom u to vrijeme želio održati suđenje obitelji Romanov u kojem bi Trocki bio tužitelj, ali lokalna sovjetska vlast smještena u uralskom gorju pod pritiskom ljevičarskih socijalističkih revolucionara i anarhista samostalno je inicirala smaknuće zbog bojazni od dolaska legija iz Čehoslovačke.

## Pozadina
Dana 22. ožujka 1917. Nikola II., abdiciravši s mjesta monarha, ponovno se ujedinio sa svojom obitelji u Aleksandrovoj palači u Carskom selu. Tadašnja privremena vlada stavila ga je u kućni pritvor s ostatkom obitelji koja je bila okružena čuvarima i ograničena na kretanje po tek nekoliko odaja.
U kolovozu 1917. godine, nakon neuspjelog pokušaja premještaja obitelji Romanov u Britaniju kojom je u to vrijeme vladao Nikolin i Aleksandrin zajednički rođak u prvom koljenu kralj Đuro V., privremena vlada na čijem se čelu nalazio Aleksandar Kerenski evakuirala je obitelj u Tobolsk u Sibiru navodno kako bi ih zaštitila od rastuće opasnosti od revolucije. Tamo su živjeli u bivšoj guvernerskoj palači u popriličnom komforu. Nakon što su u listopadu 1917. godine na vlast došli Boljševici, uvjeti njihovog zatočeništva su se postrožili. U samoj vladi sve su više kolale glasine o mogućem suđenju Nikoli II. U međuvremenu njemu je zabranjeno nositi epolete (oznake činova), a stražari su ocrtavali razvratne crteže na ogradi kako bi tako vrijeđali njegove kćeri. Dana 1. ožujka 1918. godine odlučeno je da će obitelj započeti konzumirati ono što jedu i vojnici. Njihovih deset sluga otpušteno je, a bili su prisiljeni odreći se maslaca i kave.
Kako je snaga Boljševika rasla, vlada je u travnju odlučila premjestiti Nikolu, Aleksandru i jednu od njihovih kćeri, Mariju, u Ekaterinburg, a sve pod patronatom Vasilija Jakovljeva. Aleksej, koji je patio od hemofilije, u to je vrijeme bio previše bolestan da s ostatkom obitelji putuje pa je sa svojim sestrama Olgom, Tatjanom i Anastasijom ostao u Tobolsku sve do svibnja 1918. godine. Skupa s nekolicinom pratnje, obitelj je zatočena u Ekaterinburgu u Ipatijevljevoj kući, a koja je prozvana "kućom posebne namjene". 

### Kuća posebne namjene
Carska obitelj u Ipatijevljevoj kući držana je u potpunoj izolaciji. Strogo im je bilo zabranjeno govoriti bilo kojim drugim jezikom osim ruskim. Nije im bio dozvoljen pristup vlastitoj prtljagi koja se nalazila u odvojenoj kućici u dvorištu. Njihove kodak kamere i ostala fotografska oprema također su bili konfiscirani. Slugama je bilo naređeno da obitelj oslovljavaju isključivo po njihovim imenima i patronimima. Obitelj je redovito bila izložena pretresima te oduzimanjem novca pod izlikom njegova "čuvanja od strane blagajnika Središnjeg izvršnog odbora Uralskog regionalnog radničkog vijeća", a Aleksandri i njezinim kćerima pokušane su biti odstranjene zlatne narukvice s njihovih ručnih zglobova. Sama kuća bila je ograđena palisadom u visini od četiri metra koja je onemogućavala pogled na ulicu iz kuće. Dana 5. lipnja podignuta je dodatna palisada koja je bila duža i viša od prethodne, a koja je u potpunosti zatvorila imanje. Ta druga palisada podignuta je nakon što se saznalo da prolaznici mogu vidjeti noge cara Nikole dok je ovaj koristio ljuljačku u vrtu.
Prozori u svim sobama u kojima su boravili članovi obitelji bili su zabrtvljeni i prekriveni novinama (kasnije, dana 15. svibnja, premazani bijelom bojom). Jedini izvor ventilacije za obitelj bio je maleni prozor u spavaćoj sobi velike vojvotkinje, ali gledanje kroz isti bilo je strogo zabranjeno; u svibnju jedan od čuvara zapucao je prema Anastasiji kada je ova pogledala kroz njega. Nakon što je obitelj opetovano tražila bolje uvjete, dana 23. lipnja 1918. godine otvoren je jedan od prozora u kutu spavaće sobe cara i carice. Čuvarima je tom prilikom naređeno da povećaju nadzor, a zatvorenici su upozoreni da ne smiju gledati kroz prozor niti pokušati signalizirati nikome izvana pod prijetnjom strijeljanja. S tog prozora obitelj je mogla vidjeti tek spiralu katedrale Voznesenski koja se nalazila preko puta kuće. Dana 11. srpnja na prozor je ugrađena željezna rešetka i to nakon što je Aleksandra ignorirala opetovana upozorenja zapovjednika Jakova Jurovskog da ne stoji preblizu otvorenom prozoru.
Vođa stražara i njegovi viši pomoćnici cijelo su vrijeme imali neometani pristup svim sobama u kojima se nalazila obitelj. Svaki puta kada su željeli napustiti sobu kako bi koristili kupaonicu ili zahod na imanju zatvorenici su morali pozvoniti zvoncem. Nakon što su se čuvari požalili da zalihe vode nestaju jako brzo provedeno je strogo racioniranje. Rekreacije su bile dozvoljene tek dva puta dnevno u vrtu, svakog jutra i poslijepodneva po trideset minuta. Zatvorenicima je bilo zabranjeno ulaziti u razgovor sa čuvarima. Za doručak su se posluživali uglavnom čaj i crni kruh te kotleti ili juha s mesom za ručak; zatvorenicima je rečeno da im "više neće biti dozvoljeno živjeti poput careva". Sredinom lipnja časne sestre iz obližnjeg samostana na dnevnoj su bazi donosile obitelji hranu koju su uglavnom uzimali čuvari za sebe. Obitelji nisu bile dozvoljene posjete niti primanje pisama. Srpska princeza Helena u lipnju je posjetila kuću, ali joj je bio zabranjen ulaz i to pod prijetnjom oružjem samih čuvara dok su redoviti posjeti dr. Vladimira Derevenka kako bi skrbio za malog Alekseja bili prorijeđeni nakon što je Jurovski postao zapovjednikom. Odlasci na mise u obližnju crkvu su također bili zabranjeni. Početkom lipnja obitelj je prestala dobivati dnevna izdanja novina.
Kako bi zadržali osjećaj kakve takve normalnosti, Boljševici su 13. srpnja 1918. godine lagali obitelji da su dvoje njihovih odanih sluga - Klementij Nagornij i Ivan Dmitrijevič Sednej (ujak Leonida Sedneja) pušteni iz nadzora provincije Ekaterinburga. Međutim, u stvarnosti, oba muškarca već su bila mrtva: nakon što su ih Boljševici u svibnju uklonili iz Ipatijevljeve kuće, pripadnici tajne policije Čeka upucali su ih 6. srpnja skupa s drugim taocima, a sve kako bi se osvetili za smrt Ivana Mališeva, predsjednika Središnjeg izvršnog odbora Uralskog komiteta boljševičke stranke kojeg su ubili pripadnici Bijele armije. Dana 14. srpnja svećenik je održao liturgiju za obitelj. Sljedećeg jutra četiri služavke unajmljene su kako bi oprale podove u Popovoj i Ipatijevljevoj kući; to su ujedno bili i posljednji civili koji su vidjeli obitelj živom. U oba slučaja služavkama je striktno naređeno da ne ulaze u nikakav razgovor s obitelji. Jurovski je konstantno nadzirao i liturgiju i čišćenje spavaćih soba.
Šesnaestorica čuvara unutar kuće tijekom svojih smjena spavalo je u podrumu, hodniku te u zapovjednikovom uredu. Vanjski čuvari koje je predvodio Pavel Medvedev spavali su u Popovoj kući koja se nalazila nasuprot Ipatijevljeve, a njih je sveukupno bilo pedeset i šest. Čuvarima je bilo dozvoljeno u Popovu kuću i u sobe u podrumu dovoditi žene radi seksa ili opijati se. Na četiri različita punkta bile su postavljene strojnice: jedna se nalazila na zvoniku katedrale Voznesenski čiji je ciljnik bio uperen prema kući; druga je bila postavljena na podrumskom prozoru Ipatijevljeve kuće i bila je okrenuta prema ulici; ciljnik treće strojnice bio je uperen prema balkonu koji je gledao na vrt iza kuće, a četvrta strojnica nalazila se u potkrovlju te bila uperena na raskrižje, direktno iznad spavaće sobe cara i carice. Deset stražarskih mjesta nalazilo se u i oko Ipatijevljeve kuće, a vanjskim dijelom imanja patroliralo se svakih sat vremena, bez obzira bio dan ili noć. Početkom svibnja čuvari su premjestili glasovir iz dnevnog boravka gdje su ga do tada zatvorenici mogli svirati u ured zapovjednika koji se nalazio odmah pored spavaće sobe obitelji Romanov. Čuvari su svirali glasovir istovremeno pjevajući ruske revolucionarne pjesme, opijajući se i pušeći. Također su slušali i ploče koje su pripadale obitelji na njihovom konfisciranom gramofonu. Čuvari su također koristili zahod na imanju u kojem su ispisivali političke slogane i uvredljive grafite po zidovima. U trenutku kada je carska obitelj ubijena u Ipatijevljevoj kući nalazilo se čak tri stotine stražara.
Kada je 4. srpnja Jurovski zamijenio Aleksandra Avdejeva on je sve starije čuvare premjestio u Popovu kuću. Viši pomoćnici su zadržani, ali su bili raspoređeni na čuvanje područja hodnika te im više nije bio dozvoljen pristup sobama u kojima se nalazila obitelj; tim sobama pristup su od tada imali samo ljudi Jurovskog. Pripadnici lokalne tajne policije Čeka izabrali su zamjene iz bataljuna dobrovoljaca tvornice Verkh-Isetsk i to na molbu samog Jurovskog. On je, naime, želio privržene Boljševike na koje se može osloniti da će napraviti sve što se od njih traži. Dobrovoljci su prihvaćeni kao čuvari pod pretpostavkom da će biti spremni, ako to bude potrebno, i ubiti cara pri čemu su se zakleli na šutnju. Međutim, važno je napomenuti da u tom trenutku još uvijek nije bilo glasina o ubojstvu obitelji ili njihove posluge. Kako bi se izbjeglo ponavljanje međusobnog sklapanja prijateljstava među čuvarima, Jurovski je za stražare izabrao uglavnom strance. U svom je dnevniku Nikola II. dana 8. srpnja istaknuo da su "novi čuvari Latvijci" opisujući ih kao Letonce - izraz koji se učestalo u Rusiji upotrebljavao kako bi se opisala osoba iz Europe, ali neruskog podrijetla. Vođa nove skupine čuvara bio je Litvanac Adolf Lepa.
Sredinom srpnja 1918. godine snage Čehoslovačke legije približavale su se Ekaterinburgu kako bi zaštitile Transsibirsku željeznicu koju su imale pod kontrolom. Prema povjesničaru Davidu Bullocku, Boljševici - pogrešno vjerujući da se Čehoslovaci nalaze na misiji spašavanja carske obitelji - uspaničili su se i pogubili ju. Manje od tjedan dana kasnije, 25. srpnja, legije su stigle i osvojile grad.
Tijekom zatvoreništva carske obitelji krajem lipnja, Pjotr Vojkov i Aleksandar Beloborodov, predsjednik Središnjeg uralskog regionalnog komiteta, iscenirali su krijumčarenje pisama napisanih na francuskom jeziku u Ipatijevljevu kuću. Ta pisma navodno je napisao monarhistički oficir koji je pokušao spasiti obitelj, ali su pisma zapravo sročena od strane pripadnika tajne policije Čeka. Upravo su ta fabricirana pisma, skupa s odgovorima pripadnika obitelji Romanov na njih, Centralnom izvršnom odboru u Moskvi poslužila kao opravdanje za "likvidacijom" carske obitelji. Jurovski je kasnije istaknuo da je odgovarajući na lažna pisma Nikola "pao u njihovu vlastitu zamku". Dana 13. srpnja preko puta Ipatijevljeve kuće, na trgu Voznesenski, održana je demonstracija vojnika Crvene armije, socijalističkih revolucionara i anarhista čiji je cilj bio raspuštanje sovjetskog Ekaterinburga i prebacivanje kontrole upravljanja gradom u njihove ruke. Ova pobuna nasilno je ugušena od strane pripadnika Crvene straže pod zapovjedništvom Petera Ermakova koji su otvorili vatru na prosvjednike. Car i carica iz svoje spavaće sobe sve su to mogli čuti. Vlast je ovaj incident proglasila monarhističkom pobunom koja je zaprijetila sigurnosti zatočenika u Ipatijevljevoj kući.

### Planiranje smaknuća
Na sastanku održanom 29. lipnja Središnji izvršni odbor Uralskog regionalnog komiteta donio je odluku o pogubljenju obitelji Romanov. Filip Gološčjokin dana 3. srpnja stigao je u Moskvu s porukom u kojoj se inzistira na egzekuciji cara Nikole II. Samo sedmorica od 23 člana Centralnog izvršnog odbora bila su prisutna od kojih su trojica bili Vladimir Lenjin, Sverdlov i Feliks Dzeržinski. Oni su se složili da predsjedništvo Središnjeg izvršnog odbora u Uralu treba organizirati praktične detalje u vezi pogubljenja te odlučiti o točnom danu kada bi se isto trebalo dogoditi odnosno kad to dopusti vojna situacija te da prije samog izvršenja za konačno odobrenje kontaktiraju Moskvu.
Također se raspravljalo i o pogubljenju carice te njihove djece, ali sve je to držano državnom tajnom kako bi se izbjegle bilo kakve političke posljedice; njemački ambasador Wilhelm von Mirbach učestalo je ispitivao Boljševike u vezi stanja obitelji. Još jedan diplomat, britanski konzul Thomas Preston, koji je živio u blizini Ipatijevljeve kuće, učestalo je bio pod pritiskom Pierrea Gilliarda, Sydneyja Gibbesa i princa Vasilija Dolgorukoja kako bi se pokušalo pomoći obitelji; Dolgorukoj je iz svoje zatvorske ćelije krijumčario poruke prije nego ga je ubio Grigorij Nikulin, pomoćnik Jurovskog. Prestonovi upiti da mu se odobri pristup obitelji konstantno su odbijani. Gološčjokin je 12. srpnja podnio izvještaj u Ekaterinburgu u vezi njegovog sastanka u Moskvi skupa s instrukcijama da se ništa u vezi njihove smrti ne smije direktno komunicirati prema Lenjinu.
Dana 14. srpnja Jurovski se nalazio u završnim pripremama oko mjesta na kojem se namjeravalo pokopati obitelj te istovremeno uništiti što je više moguće dokaza o njihovoj konačnoj sudbini. Učestalo se konzultirao s Peterom Ermakovom koji se nalazio na čelu ekipe koja se trebala riješiti trupala i koji je tvrdio da dobro poznaje okolicu. Jurovski je želio okupiti obitelj i njihovu poslugu u malom, zatvorenom prostoru kako bi im onemogućio bilo kakvu mogućnost bijega. Podrumska soba odabrana za tu prigodu imala je mali prozorčić s rešetkama koji je i s vanjske strane bio zakovan kako bi se prigušili zvukovi pucnjave i eventualno vrištanje. Ubiti i izbosti obitelj tijekom noći dok spavaju ili pogubiti ih u šumi te baciti njihova tijela u ribnjak Iset bilo je odbačeno kao ideja. Plan Jurovskog bio je izvršiti efektivnu egzekuciju svih jedanaest zatvorenika simultano. Premda je već ranije zaplijenio njihovo drago kamenje, sumnjao je da obitelj ima još nakita skrivenog u odjeći; zbog toga su nakon pogubljenja njihova tijela skinuta do gola kako bi se uzeo sav nakit (to, skupa s mrcvarenjem trupala pomoću dinamita učinjeno je i kako bi se spriječila možebitna identifikacija).
Dana 16. srpnja Jurovskog je Središnji izvršni odbor Urala obavijestio da se trupe Crvene armije povlače u svim smjerovima te da se pogubljenje obitelji više ne može odgađati. Filip Gološčjokin i Georgij Safarov oko šest sati poslijepodne Lenjinu su u Moskvu poslali kodirani telegram u kojem su zatražili konačno odobrenje. Ne postoji dokument iz tog vremena u kojem je naveden odgovor iz Moskve, premda je Jurovski inzistirao da je do njega preko Gološčjokina već oko sedam sati poslijepodne stigao nalog za izvršenje egzekucije direktno iz Centralnog izvršnog odbora. Ova tvrdnja poklapa se s izjavom bivšeg čuvara iz Kremlina, Alekseja Akimova, koji je kasnih šezdesetih godina izjavio da mu je Sverdlov naredio da pošalje telegram u kojem potvrđuje odobrenje "suđenja" (kod za pogubljenje), ali da mu pisana poruka odmah mora biti vraćena. Oko osam sati uvečer, Jurovski je poslao vozača da doveze kamion kojim će prebaciti tijela, skupa s nekoliko platana u koja će umotati leševe. Namjera je bila parkirati kamion vrlo blizu ulaza u podrum te ga ostaviti upaljenim kako bi zvuk motora dodatno prigušio pucnjeve. Jurovski i Pavel Medvedev prikupili su 14 pištolja koja će te noći koristiti: dva pištolja Browning (jedan M1900 i jedan M1906), dva kolta M1911, dva Mausera C96, jedan Smith & Wesson i sedam belgijskih Nagantsa. Potonji je funkcionirao s crnim barutom koji je proizvodio poprilično puno dima; bezdimni barut tek se nedavno počeo koristiti.
U svom uredu Jurovski je svakom izvršitelju pogubljenja dodijelio žrtve istovremeno im dajući oružje. On sam uzeo je Mauser i kolt dok je Ermakov sebe naoružao s tri Nagantsa, jednim Mauserom i bajunetom; on je bio jedini kojem je dodijeljeno ubojstvo dvoje zatvorenika (Aleksandre i Botkina). Jurovski je uputio svoje ljude da "pucaju ravno u srce kako bi izbjegli pretjerano krvarenje i kako bi cijela stvar završila čim prije". Najmanje dvojica Letonaca, austro-ugarski ratni zarobljenik Andras Verhas te Adolf Lepa koji je u to vrijeme bio zapovjednikom skupine Letonaca, odbili su pucati u žene. Jurovski ih je poslao u Popovu kuću zbog toga što "u krucijalnom trenutku nisu bili u stanju izvršiti svoju revolucionarnu dužnost". Niti Jurovski niti bilo tko od ubojica nisu previše ulazili u logistiku uspješnosti rješavanja jedanaest trupala. On sam nalazio se pod pritiskom osiguranja da posmrtni ostaci ne budu naknadno pronađeni od strane drugih monarhista koji bi ih mogli iskoristiti kako bi pridobili anti-komunističku potporu.

## Smaknuće
Tijekom večere obitelji Romanov dana 16. srpnja 1918. godine, Jurovski je ušao u blagovaonicu te ih obavijestio da je dječak Leonid Sednev otišao kako bi se našao sa svojim ujakom, Ivanom Sednevom, koji se u međuvremenu vratio u grad i zatražio da vidi dječaka; u stvarnosti, Ivana su u već u tom trenutku ubili pripadnici tajne policije Čeka. Obitelj vijest o odlasku dječaka nije dobro prihvatila budući je on bio jedini prijatelj malog Alekseja te je ujedno bio sveukupno peti član carske pratnje koji im je oduzet premda ih je Jurovski uvjeravao da će se dječak uskoro vratiti. Aleksandra nije vjerovala Jurovskom te je u svom dnevniku posljednjeg dana prije smrti zapisala: "Ne znam je li to istina i vidjet ćemo hoće li se dječak vratiti". Leonid se za to vrijeme nalazio u Popovoj kući. Jurovski nije vidio razloga zašto pogubiti dječaka te ga je prije samog smaknuća htio udaljiti od obitelji.

Oko ponoći, dana 17. srpnja, Jurovski je obiteljskom liječniku Jevgeniju Botkinu naredio da probudi uspavanu obitelj te im rekao da se obuku pod izgovorom da će ih ponovno prebaciti na sigurniju lokaciju zbog nadolazećeg kaosa u Ekaterinburgu. Obitelj Romanov se uskoro našla u sobi dimenzija 6x5 metara koja se nalazila u podrumu. Nikola je zapitao Jurovskog mogu li im biti donesene dvije stolice na koje su carević Aleksej i Aleksandra uskoro sjeli. Grigorij Nikulin, asistent Jurovskog, tada mu je prišapnuo da "nasljednik želi umrijeti u stolici. Neka mu bude". Zatvorenicima je rečeno da pričekaju u podrumskoj sobi dok se istovremeno pripremao kamion koji će prebaciti njihova tijela iz kuće. Nekoliko minuta kasnije, odred za pogubljenje ušao je u sobu, a Jurovski je tom prilikom na glas pročitao naredbu koju mu je ranije dao Izvršni odbor Urala: 
Nikola se okrenuo od svoje obitelji i rekao "Što? Što?". Jurovski je na brzinu ponovio zapovijed te su pripadnici odreda za pogubljenje podigli oružje. Prema sjećanjima nekih čuvara, carica Aleksandra i velika vojvotkinja Olga pokušale su se blagosloviti, ali nisu uspjele do kraja, jer je pucnjava već započela. Jurovski je navodno podigao svoj revolver Colt u visini Nikolinog torza i zapucao; Nikola je pao mrtav, s najmanje tri metka u gornjem dijelu prsa. Vojni komesar Verkh-Isetska, Peter Ermakov, u već alkoholiziranom stanju prilikom izvršenja naređenja upucao je i ubio Aleksandru pogodivši ju u glavu. Nakon toga zapucao je u Mariju koja je potrčala prema vratima, pogodivši je u bedro. Ostali članovi odbora za pogubljenje kaotično su započeli pucati i to jedni drugima preko ramena sve dok se soba u potpunosti nije našla pod dimom i prašinom uslijed čega nitko ništa nije mogao vidjeti niti čuti bilo kakve naredbe zbog glasnoće.
Aleksej Kabanov istrčao je na ulicu kako bi provjerio koliko jako se čuje pucnjava te začuo lavež pasa iz odaja obitelji Romanov, ali i same pucnjave koju nije uspio prigušiti motor upaljenog kamiona. Kabanov je nakon toga požurio u sobu te rekao čuvarima da prestanu pucati te da ubiju ostatak obitelji i njihove pse koristeći kundake pištolja i bajunete. Jurovski je bio prisiljen prestati s pucnjavom zbog ogromne količine dima spaljenog baruta te prašine koja se podigla i zaglušujućih pucnjeva. Kada su prestali otvorili su vrata sobe kako bi je prozračili. Čekajući da se dim raščisti, ubojice su mogle čudi stenjanje i cviljenje koje je dolazilo iz sobe. Kada se prostorija malo raščistila postalo je očito da su, premda je nekoliko članova obitelji ubijeno, sva djeca preživjela te je samo Marija bila ranjena.
Buku pucnjave čula su okolna kućanstva te su se ljudi počeli buditi. Odboru za smaknuće naređeno je da započne koristiti svoje bajunete, tehnika koja se uskoro pokazala neučinkovitom što je značilo da se djeca moraju ubiti uz ponovno korištenje vatrenog oružja, ali ovaj put preciznijim pogodcima direktno u njihove glave. Carević je bio prvi od djece koji je pogubljen. Jurovski je u nevjerici promatrao kako je Nikulin potrošio cijeli šaržer svog pištolja Browning pucajući u Alekseja koji je cijelo to vrijeme, kao u transu, sjedio u stolici i nije bio mrtav; na sebi je i dalje imao ušivene dragulje te kapu koji su ga, očito, štitili od metaka. Ermakov ga je upucao i probo bajunetom, a kada to također nije bilo dovoljno, Jurovski ga je upucao u glavu. Posljednje koje su ubijene bile su Tatjana, Anastasia i Marija koje su na sebi imale ušivene više od 1,3 kilograma dijamanata što im je dalo određenu dozu zaštite od pucnjave i metaka. Međutim, one su također probodene bajunetama. Olga je upucana u glavu. Marija i Anastasija su se skvrčile uza zid prekrivajući svoje glave u teroru sve dok i one nisu upucane. Jurovski je ubio Tatjanu i Alekseja. Tatjana je umrla od pucnja u stražnjem predjelu glave. Aleksej je dobio dva metka u glavu, točno iza uha. Ana Demidova, Aleksandrina služavka, preživjela je početni pokolj, ali je vrlo brzo nakon toga izbodena do smrti dok je bila pritisnuta uza zid pokušavajući se obraniti malim jastučićem kojeg je nosila ispunjenim vrijednim draguljima i nakitom. Dok su se njihova tijela prebacivala na nosila, jedna od djevojaka je zavapila i prekrila svoje lice rukom. Ermakov je uzeo pušku Aleksandra Strekotina te ju bajunetom probao ubosti u prsa, ali nakon što nije uspio uzeo je svoj revolver i upucao ju je u glavu.
Dok je Jurovski opipavao bilo žrtvama, Ermakov je hodao po sobi, ubadajući tijela svojom bajunetom. Cijelo pogubljenje trajalo je oko dvadesetak minuta, a Jurovski je kasnije svom asistentu Nikulinu cijeli događaj opisao kao "loše baratenje oružjem i neizbježnim živcima". Buduće istrage izračunale su da je tijekom pogubljenja ispaljeno oko sedamdeset metaka, otprilike sedam metaka po članu odbora za pogubljenje, od kojih se njih 57 pronašlo u podrumu. Neki od nosača nosila Pavela Medvedeva započeli su pretraživati tijela zbog dragocjenosti. Nakon što je tome svjedočio, Jurovski im je naredio da sve što pronađu moraju prijaviti ili će i oni biti strijeljani. Pokušaj pljačke, kao i nekompetencija alkoholiziranog Ermakova natjerala je Jurovskog da on sam nadgleda rješavanje tijela. Samo je Aleksejev mali španijel, Joy, preživio pogubljenje, a njega su kasnije spasili britanski oficiri te je svoje posljednje dane proveo u Windsoru u Bershireu.
 

Aleksandar Beloborodov poslao je kodirani telegram Lenjinovom tajniku Nikolaju Gorbunovu. Taj telegram pronašao je istraživač Nikolaj Sokolov, a u njemu je naznačeno:
Aleksandar Lisitsin, pripadnik tajne policije Čeka, ujedno i vrlo vrijedan svjedok cijelog događaja u ime Moskve, odmah je Sverdlovu poslao politički vrijedne dnevnike i pisma Nikole i Aleksandre, a koji će biti objavljeni u Rusiji čim je prije moguće. Beloborodov i Nikulin su nadgledali pretres odaja obitelji Romanov, uzevši sve obiteljske osobne stvari od kojih su one najdragocjenije stavljene u ured Jurovskog dok su sve ostale stvari koje su proglašene nebitnima ili bezvrijednima stavljene u peći i zapaljene. Sve je spremljeno u kovčege obitelji Romanov te poslano u Moskvu pod budnom pratnjom komesara. Dana 19. srpnja Boljševici su sva zaplijenjena sredstva obitelji Romanov proglasili nacionalnom imovinom, a istog je dana Sverdlov Vijeću komesara objavio smaknuće cara.

### Mjesto ukopa
Mrtva tijela obitelji Romanov i njihove posluge ukrcane su u Fiatov kamion u teretni prostor većine 1,8x3 metra. Teško opterećeno, vozilo se borilo s 14-kilometarskom vožnjom po močvarnoj cesti kako bi stiglo do šume Koptjaki. Jurovski je bio bijesan kada je otkrio da je pijani Ermakov za ukop donio samo jednu lopatu. Oko 800 metara dalje, blizu raskrižja br. 185, 25 ljudi koji su radili za Ermakova čekali su s konjima i kolicima. Svi ti ljudi bili su u poprilično alkoholiziranom stanju te su bili bijesni zbog toga što im zatvorenici nisu dovedeni živi. Očekivali su da će i oni biti dijelom ekipe za linčovanje. Jurovski je situaciju uspio održati pod kontrolom naredivši Ermakovim ljudima da određena tijela iz kamiona prebace u kolica. Nekoliko Ermakovih ljudi ponovno je pretražilo tijela žena u potrazi za dijamantima skrivenima u njihovom donjem rublju, a dvojica od njih čak su podigla Aleksandrinu suknju i prstenjačila ju po genitalnom području. Jurvoski ih je pod prijetnjom oružjem maknuo od bivše carice te razriješio dužnosti ne samo njih, već i svakog onoga tko je bio uhvaćen u pokušaju krađe.
Budući je kamion zaglavio u močvarnom području u blizini željezničke pruge Gorno-Uralsk, sva tijela prebačena su na kolica i odnešena na mjesto gdje će biti uništena. Do tog trenutka sunce je već počelo izlaziti pa su kolica postala vidljiva iz smjera obližnjeg rudnika koji je, doduše, u tom trenutku bio zatvoren. Ljudi Jurovskog pojeli su tvrdo kuhana jaja koja su donijele lokalne časne sestre (inače hrana koja je bila namijenjena carskoj obitelji), dok je ostatku Ermakovih ljudi naređen povratak u grad budući im Jurovski nije vjerovao te mu je njihovo alkoholizirano stanje počelo ići na živce.
Jurovski i petorica ostalih ljudi posložili su mrtva tijela na travu i svukli ih te odjeću naslagali na hrpu prije nego je Jurovski zapisao sav nakit koji je kod njih nađen. Jedino Marijino donje rublje nije sadržavalo nikakvog nakita što je Jurovskom bio dovoljan dokaz da joj je obitelj prestala vjerovati nakon što se ona još u svibnju sprijateljila s jednim od čuvara. Kada su tijela bila "potpuno ogoljena" bacili su ih u rudarsko okno te posuli sa sumpornom kiselinom kako bi ih unakazili i time onemogućili eventualnu kasniju identifikaciju. Tek u tom trenutku Jurovski je shvatio da je rupa duboka manje od tri metra te da tijela nisu u potpunosti potonula u mutnu vodu kao što je očekivao. Neuspješno je pokušao uništiti rudarsko okno koristeći ručne granate nakon čega su ga njegovi ljudi zakopali sa zemljom i granama. Jurovski je ostavio trojicu muškaraca da čuvaju mjesto ukopa dok se on vratio u Ekaterinburg s torbom u kojoj se nalazilo 8,2 kilograma ukradenih dijamanata te kako bi podnio izvještaj Belobordovu i Gološčjokinu. Odlučeno je da je rupa u kojoj su tijela pokopana previše plitka.
Sergej Čutskajev, član lokalnog Sovjetskog odbora, rekao je Jurovskom da se dublji rudnici bakra nalaze zapadno od Ekaterinburga te da se radi o udaljenom i močvarnom području gdje pokopana tijela teško mogu biti otkrivena. U noći 17. srpnja istražio je područje i podnio izvještaj tajnoj policiji Čeka u hotelu Amerikanskaja. Naručio je dolazak dodatnih kamiona koje je poslao u šumu Koptjaki dok je istovremeno Pjotru Vojkovu dodijelio zadatak nabavke bačvi benzina, kerozina, sumporne kiseline te veću količinu suhih drva za ogrjev. Jurovski je također nabavio i konjička kolica koja će se koristiti u premještaju trupala s jednog mjesta ukopa na drugo. Jurovski i Gološčjokin, skupa s nekoliko drugih agenata Čeke, vratili su se u rudarsko okno oko četiri sata ujutro, dana 18. srpnja. Namočeni leševi izvučeni su jedan po jedan uz korištenje užeta koji su im se zavezali za njihove unakažene udove te su posloženi u cerade. Zabrinut da neće imati dovoljno vremena za prebaciti tijela na drugo mjesto, Jurovski je svojim ljudima naredio da iskopaju dublju rupu, ali je tlo bilo pretvrdo. Vratio se u hotel Amerikanskaja kako bi se dodatno posavjetovao s pripadnicima Čeke. Nakon toga u novi kamion kojeg je naručio stavio je blokove betona za koja je zavezao mrtva tijela i potopio ih u novom rudarskom oknu. Jurovski se vratio u šumu oko deset sati uvečer, dana 18. srpnja. Tijela, koja su do tog trenutka izvučena iz blata, ponovno su ubačena u Fiatov kamion.
Tijekom transportacije prema dubljim bakrenim rudnicima ranog jutra, dana 19. srpnja, kamion Fiat ponovno je zapeo u blatu u blizini Praščićeve jaruge. Budući su do tog trenutka ljudi već bili iscrpljeni, a dobar dio njih odbijao je izvršavanje daljnjih naredbi te uz zoru koja se približavala, Jurovski je odlučio zakopati tijela na mjestu gdje je kamion zapeo. Iskopali su grob u dimenzijama 1,8x2,4 metra te dubok jedva 60 centimetara. Truplo Alekseja Truppa prvo je bačeno u jamu nakon čega su uslijedila tijela cara i ostatka obitelji. Ponovno je korištena sumporna kiselina kako bi se tijela dodatno unakazila, a lica su im smrvljena uz pomoć kundaka pušaka te prelivena kalcijevim hidrooksidom. Kako bi se grob što bolje sakrio preko njega su prebačene željezničke opruge, a preko kojih je nekoliko puta prešao kamion kako bi ih dodatno učvrstio u zemlju. Ukop je završen oko šest sati ujutro, dana 19. srpnja.
Kako bi zbunio nekoga tko bi možda otkrio masovnu grobnicu, Jurovski je odvojio tijela carevića Alekseja i jednu od njegovih sestara te ih zakopao 15 metara dalje. Budući je žensko tijelo bilo poprilično izmrcvareno, Jurovski ga je zamijenio s Anom Demidovom; u svom izvještaju napisao je da je s Aleksejem želio uništiti tijelo Aleksandre. Aleksej i jedna od njegovih sestara pokupani su uz lomaču, a njihove spaljene kosti su u potpunosti smrvljene lopatama te ubačene u manji grob. Četrdeset i četiri ostatka kostiju oba leša pronađena su tek u kolovozu 2007. godine.

### Istraga Nikole Sokolova
Nakon što je dana 25. srpnja grad Ekaterinburg pao u ruke anti-komunističke Bijele armije, admiral Aleksandar Kolčak krajem mjeseca oformio je Sokolovu komisiju koja bi istražila ubojstva. Istražitelj Nikola Sokolov iz regionalnog suda Omska dobio je zadatak predvoditi komisiju. U veljači 1919. godine obavio je razgovore s nekoliko članova pratnje obitelji Romanov, u prvom redu s Pierreom Gilliardom, Aleksandrom Tegljevom i Sydneyjem Gibbesom.
Sokolov je u blizini rudarskog okna gdje je obitelj prvi put pokopana otkrio veliki broj predmeta i vrijednih stvari koji su se nalazili u posjedu obitelji Romanov, a koje su Jurovski i njegovi ljudi previdjeli. Među njima bili su i spaljeni ostaci kostiju, zgusnuta masnoća, gornja proteza doktora Botkina i njegove naočale, dijelovi korzeta, kopče remena, cipele, ključevi, biseri i dijamanti, nekoliko metaka te dio odsječenog ženskog prsta. Leš Jimmyja, Anastasijinog kraljevskog španijela, također je pronađen u rupi. U rupi nisu pronađeni tragovi odjeće što je bilo u skladu s izvještajem Jurovskog da je sva odjeća žrtava bila spaljena.
Sokolov u konačnici nije uspio pronaći skriveno mjesto ukopa na cesti Koptjaki; kao dokaz fotografirao je mjesto gdje je kamion Fiat zapeo u blatu u jutro, 19. srpnja. Povratak Boljševičkih snaga na vlast u srpnju 1919. godine natjerala ga je da ode s mjesta zločina, a u kutiju je prikupio sve relikte koje je uspio pronaći. Sokolov je sakupio šest volumena fotografskih dokaza i izjava svjedoka. Umro je u Francuskoj 1924. godine od srčanog udara, prije nego je završio s istragom. Kutija u kojoj se nalaze sve te stvari spremljena je u ruskoj ortodoksnoj crkvi u Bruxellesu.
Njegov preliminarni izvještaj objavljen je u knjizi iste godine kad je i umro i to prvo na francuskom jeziku, a tek onda na ruskom. Izvještaj je na engleskom jeziku objavljen 1925. godine. Sve do 1989. godine to je bio jedini priznati povijesni prikaz ubojstava. Sokolov je pogrešno zaključio da su zatvorenici umrli odmah nakon pucnjave, uz iznimku Alekseja i Anastasije koji su ubijeni i izbodeni bajunetama do smrti te da su tijela uništena u velikoj lomači. Javna objava njegove istrage natjerala je Sovjete da izdaju knjižicu odobrenu od strane vlade 1926. godine u kojoj je lažiran njegov rad, a u kojoj je tek tada vlast službeno priznala da su carica i njezina djeca ubijena skupa s carem.
Sovjetska vlada desetljećima je nastavljala kontrolirati događaje u vezi ubojstava. Sokolov izvještaj bio je zabranjen. Politbiro Leonida Brežnjeva označio je Ipatijevljevu kuću kao područje kojem nedostaje "povijesna vrijednost" te naredio njezino uništenje u rujnu 1977. godine. Tu naredbu donio je predstavnik KGB-a Jurij Andropov, godinu dana prije navršavanja šezdesete obljetnice ubojstava. U svojim je memoarima Boris Jeljcin istaknuo da će se "prije ili kasnije Rusi sramiti tog povijesnog barbarizma". Ipak, uništenje kuće nije spriječilo razne hodočasnike i monarhiste od posjećivanja tog područja.
Lokalni amaterski detektiv Aleksandar Avdonin i filmaš Geli Rjabov dana 30. i 31. svibnja 1979. godine locirali su plitak grob i to nakon godina prikrivene istrage i proučavanja primarnih dokaza. Uzeli su tri lubanje iz groba, ali nisu uspjeli pronaći niti jednog znanstvenika niti laboratorij koji bi im pomogao da ih istraže te su ih, zabrinuti zbog mogućih posljedica što su grob uopće pronašli, ponovno zakopali u ljeto 1980. godine. Predsjednik Mihail Gorbačov tijekom 80-ih godina u Sovjetskom Savezu započeo je s erom koje su prozvane "glasnost" i "perestrojka", a koje su Rjabova nagnale da mediju The Moscow News dana 10. travnja 1989. godine javno otkrije mjesto ukopa obitelji Romanov. Sovjetski službenici 1991. godine iskopali su njihove ostatke iz groba u brzo provedenoj "službenoj ekshumaciji" koja je istovremeno upropastila mjesto ukopa te uništila vrijedne dokaze. Budući nije bilo odjeće na tijelima, a kako je šteta nanijeta leševima bila ogromna, ostala je kontroverza pripadaju li posmrtni ostaci koji su ponovno zakopani u Sankt Peterburgu zbilja Anastasiji ili se radi o Marijinim ostacima.
Dana 29. srpnja 2007. godine druga grupa amaterskih lokalnih entuzijasta pronašla je malu grobnicu u kojoj su se nalazili posmrtni ostaci Alekseja i jedne od njegovih sestara, a koja se nalazila na mjestu lomače nedaleko od glavnog groba na cesti Koptjaki. Premda su ih kriminalni istražitelji i genetičari identificirali kao posmrtne ostatke Alekseja i jedne od njegovih sestara (ili Marije ili Anastasije), oni ostaju zapečaćeni u državnom arhivu čekajući na daljnju odluku Crkve koja je zatražila "temeljitu i detaljnu" istragu istih.

## Izvršitelji smaknuća
Profesor povijesti na uralskom sveučilištu Maksim Gorky, Ivan Plotnikov, definirao je da su izvršitelji pogubljenja bili Jakov Jurovski, Grigorij P. Nikulin, Mihail A. Medvedev (Kuprin), Petar Ermakov, Stjepan Vaganov, Aleksej G. Kabanov (inače bivši vojnik carske Žive garde, a kasnije pripadnik tajne policije Čeka čiji je zadatak bio upravljati strojnicom smještenom u podrumu Ipatijevljeve kuće), Pavel Medvedev, V. N. Netrebin i J. M. Tselms. Filip Gološčjokin, bliski suradnik Jakova Sverdlova, premda je bio vojni komesar u Ekaterinburgu, nije sudjelovao u samom činu smaknuća dok su dvojica ili trojica drugih čuvara odbila sudjelovati u pogubljenju. Pjotr Vojkov dobio je jedinstveni zadatak rješavanja trupala te je tom prilikom nabavio 570 litara benzina i 180 kilograma sumporne kiseline od kojih je potonju uzeo iz lokalne ljekarne u Ekaterinburgu. On je prvo bio svjedokom smaknuća, ali kasnije je izjavio da je i sudjelovao u ubojstvima te pljačkao mrtvo tijelo velike vojvotkinje. Nakon ubojstava upravo je on bio taj koji je izjavio da "svijet nikada neće saznati što smo s njima učinili". Vojkov je 1924. godine postao sovjetski ambasador u Poljskoj gdje je na njega ruski monarhist u srpnju 1927. godine izvršio atentat.
Istražitelj Bijele armije, Nikola Sokolov, u svojoj je istrazi pogrešno zaključio da su izvršitelji pogubljenja carske obitelji bila grupa "Latvijaca predvođena Židovom". Međutim, zahvaljujući istraživanju profesora Plotnikova, zaključeno je da se grupa koja je izvršila smaknuće sastojala u potpunosti od etničkih Rusa (Nikulin, Medvedev (Kudrin), Ermakov, Vaganov, Kabanov, Medvedev i Netrebin) uz sudjelovanje samo jednog Židova (Jurovski) i, moguće, jednog Latvijca (Ya.M. Tselms).
Suučesnici smaknuća carske obitelji uglavnom su ostali živi mjesecima nakon izvršenja ubojstava. Stjepana Vaganova, bliskog suradnika Ermakova, krajem 1918. godine napali su i ubili seljaci zbog njegovog sudjelovanja u lokalnoj represiji od strane tajne policije Čeka. Pavela Medvedeva, zapovjednika straže u Ipatijevljevoj kući i jednu od ključnih figura u ubojstvima zarobili su pripadnici Bijele armije u Permu u veljači 1919. godine. Tijekom ispitivanja on je nijekao da je bio suučesnik u ubojstvima te je umro u zatvoru od tifusa. Aleksandar Beloborodov i njegov zamjenik Boris Didkovski ubijeni su 1938. godine tijekom Velike čistke. Filip Gološčjokin ubijen je u listopadu 1941. godine tijekom zatvoreničkog masakra kojeg je proveo NKVD, a njegovo je tijelo bačeno u neoznačeni grob.
Tri dana nakon ubojstava, Jurovski je osobno Vladimiru Lenjinu podnio izvještaj o događajima te noći, a za to je nagrađen imenovanjem u tajnoj policiji Čeka u Moskvi. Tijekom ostatka karijere uspješno je obnašao niz ključnih gospodarskih i stranačkih dužnosti u konačnici umrijevši u bolnici u Kremljinu 1938. godine u dobi od 60 godina. Prije svoje smrti Muzeju revolucije u Moskvi donirao je oružje kojim je pogubio carsku obitelj te iza sebe također ostavio tri vrijedna, premda kontradiktorna, opisa cijelog događaja. Britanski ratni dopisnik Francis McCullagh koji je upoznao Jurovskog još 1920. godine istaknuo je da je Jurovski izrazio kajanje zbog svoje uloge u smaknuću obitelji Romanov. Međutim, iz posljednjeg pisma kojeg je napisao svojoj djeci malo prije smrti 1938. godine, Jurovski je tek izrazio nostalgične osjećaje prema svojoj karijeri nakon revolucije te istaknuo kako mu je "Oktobarska oluja okrenula svoju najsvjetliju stranu" učinivši ga "najsretnijim smrtnikom"; u pismu nije bilo izraženo nikakvo žaljenje ili kajanje zbog ubojstava. Jurovski i njegov suradnik Nikulin koji je preminuo 1964. godine pokopani su na groblju Novodevichy u Moskvi. Njegov sin, Aleksandar Jurovski, dobrovoljno je 1978. godine predao očeve memoare amaterskim istražiteljima Avdoninu i Rjabovu.
Vladimir Lenjin na dinastiju Romanov gledao je kao na "monarhističko smeće i 300-godišnju sramotu" dok je u razgovorima i u svojim dnevnicima o Nikoli II. govorio i pisao kao o "najvećem zlu i neprijatelju ruskog naroda, krvavom egzekutoru i Azijskom žandaru" te kao o "okrunjenom pljačkašu". Pisani dokumenti u kojima je naveden lanac zapovijedanja te koji povezuju Lenjina za konačnu odgovornost za sudbinu obitelji Romanov nikada nisu postojali ili su vrlo pažljivo sakriveni. Lenjin je rukovodio vlašću uz ekstreman oprez, a njegove omiljene metode bile su izdavanje naređenja za slanje kodiranih telegrama uz inzistiranje da originalne poruke, pa čak i telegrafske vrpce kojima se telegrami šalju, budu odmah uništeni. Otvoreni dokumenti iz arhive br. 2 (Lenjin), arhive br. 86 (Sverdlov) kao i arhive Središnjeg komesarijata i Središnjeg izvršnog odbora otkrili su da je postojao čitav niz ljudi (popularno žargonski "trčkarala") koji su redovito izvršavali Lenjinove zapovijedi i to putem povjerljivih poruka ili anonimnim direktivama koje su definirane kao direktive u ime Središnjeg komesarijata. Za sve te odluke Lenjin je redovito inzistirao da nikada ne postoji nikakav pisani trag. Pedeset i pet dijelova Lenjinove pisane ostavštine kao i memoari onih koji su direktno bili upleteni u ubojstva bili su skrupulozno cenzurirani te naglašavali uloge Sverdlova i Gološčjokina. 
S druge strane, Lenjin je u travnju 1918. godine bio svjestan odluke Vasilija Jakovljeva da Nikolu, Aleksandru i Mariju radije prebaci u Omsk nego u Ekaterinburg, jer je postao zabrinut zbog ekstremno prijetećeg ponašanja uralskih Sovjeta u Tobolsku te duž Transsibirske pruge. Biografska kronika Lenjinovog političkog života potvrđuje da su prvo Lenjin (između 18 i 19 sati), a nakon toga Lenjin i Sverdlov zajedno (između 21:30 i 22:50 sati) putem telegrama bili u direktnoj vezi s uralskim Sovjetima zbog Jakovljeve promjene rute. Unatoč Jakovljevom zahtjevu da obitelj odvede u udaljeni okrug Gornji Simskij u provinciji Ufa (gdje bi se mogli sakriti u planinama), upozoravajući da bi "teret" mogao biti uništen ako ga se dočepaju uralski Sovjeti, Lenjin i Sverdlov su bili odlučni da se obitelj ipak dovede u Ekaterinburg. Dana 16. srpnja urednici danskih novina Nationaltidende upitali su Lenjina da im "pošalje službeno priopćenje" u vezi glasina da je Nikola II. "ubijen"; on im je odgovorio da "glasine nisu točne. Bivši car je na sigurnom. Sve glasine su samo laži kapitalističkih medija". Međutim, važno je napomenuti da je do trenutka njegovog odgovora Dancima, kodirani telegram kojim se naređuje smaknuće Nikole, njegove obitelji i obiteljske pratnje već bio poslan u Ekaterinburg.
Lenjin je također pozdravio i smrt velike vojvotkinje Elizabete koja je 18. srpnja 1918. godine skupa s pet drugih članova obitelji Romanov ubijena u Alapajevsku uz opasku da je "vrlina s krunom na glavi najveći neprijatelj svjetskoj revoluciji, čak veća i od stotinu carskih tiranina". Sovjetska povijest u svojim je knjigama portretirala Nikolu II. kao slabog i nekompetentnog vođu čije su odluke dovodile do vojnih poraza i smrti milijuna ljudi dok je istovremeno Lenjinova reputacija bila zaštićena pod svaku cijenu te nije postojala nikakva mogućnost njegova diskreditiranja; odgovornost za "likvidaciju" obitelji Romanov u potpunosti je bila usmjerena prema uralskim Sovjetima i pripadnicima tajne policije Čeka iz Ekaterinburga.

## Posljedice
U poslijepodnevnim satima, dana 19. srpnja, Filip Gološčjokin je u koncertnoj dvorani službeno objavio da je "Nikola krvavi" ubijen, a njegova obitelj prebačena na drugo mjesto. Sverdlov je lokalnim novinama u Ekaterinburgu dao dopuštenje za objavu "egzekucije Nikole, krvavog okrunjenog ubojice koji je ubijen bez buržujskih formalnosti, ali u skladu s našim novim demokratskim principima" skupa s dodatkom da su "supruga i njegov sin poslani na sigurno mjesto". Službena objava smaknuća pojavila se dva dana kasnije u nacionalnim medijima. U njima je istaknuto da je monarh smaknut po naređenju Središnjeg uralskog odbora pod pritiskom nadolazećih Čehoslovačkih snaga.
Tijekom sljedeća 84 dana nakon ubojstava u Ekaterinburgu, dvadeset i sedam prijatelja i članova rodbine (14 članova obitelji Romanov i 13 članova carske pratnje i kućnog osoblja) ubijeno je od strane Boljševika; u Alapajevsku dana 18. srpnja, Permu dana 4. rujna te u tvrđavi Petra i Pavla dana 24. siječnja 1919. godine. Za razliku od carske obitelji, tijela u Alapajevsku i Permu pronašli su pripadnici Bijele armije još u listopadu 1918. odnosno u svibnju 1919. godine. Međutim, danas su poznata posljednja počivališta samo velike vojvotkinje Elizabete Feodorovne i njezine vjerne pratnje, sestre Varvare Jakovljeve koje su pokopane jedna uz drugu u crkvi Marije Magdalene u Jeruzalemu. 
Premda službeni spisi iz Sovjetske Rusije odgovornost za ubojstva stavljaju na odluku Izvršnog uralskog odbora, ulomak iz dnevnika Lava Trockog navodno sugerira da je naređenje za smaknuće dao sam Lenjin. Trocki je napisao: 
Međutim, do danas još uvijek nije pronađen niti jedan egzaktan dokaz kojim se potvrđuje da su Lenjin ili Sverdlov donijeli odluku o smaknuću. Voditelj istraživačkog ruskog odbora tijekom istrage o ubojstvu obitelji Romanov 1993. godine, V. N. Solovjov zaključio je da ne postoji niti jedan pouzdan dokument koji ukazuje da su Lenjin ili Sverdlov odgovorni. U svom je obrazloženju istaknuo: 
Godine 1993. izvještaj Jurovskog napisan 1922. godine konačno je službeno objavljen. Prema tom izvještaju Čehoslovačke legije približavale su se Ekaterinburgu. Dana 17. srpnja 1918. godine Jurovski je skupa s ostalim Boljševičkim tamničarima, zbog straha od toga da bi Čehoslovačke legije mogle osloboditi cara nakon osvajanja grada, ubio njega i njegovu obitelj. Sljedećeg dana otišao je u Moskvu kako bi podnio izvještaj Sverdlovu. Nedugo nakon što su Čehoslovačke snage zauzele Ekaterinburg, njegov je stan bio opljačkan.
Tijekom godina brojni ljudi tvrdili su da su preživjeli članovi obitelji. U svibnju 1979. godine amaterski entuzijasti pronašli su ostatke većeg dijela obitelji i njihove pratnje, ali su otkriće držali u tajnosti sve do raspada Sovjetskog Saveza. U srpnju 1991. godine tijela petero članova obitelji (cara, carice i njihove tri kćerke) bila su ekshumirana. Nakon forenzičke analize i DNK identifikacije tijela su pokopana uz državne počasti u kapelici svete Katarine koja se nalazi u sklopu katedrale Petra i Pavla u Sankt Petersburgu gdje je pokopana i većina drugih ruskih monarha, još od vremena Petra Velikog. Boris Jeljcin i njegova supruga nazočili su pokopu skupa s rođacima obitelji Romanov, uključujući princa Michaela od Kenta. Administrativno tijelo ruske pravoslavne crkve protivilo se vladinoj odluci iz veljače 1998. godine da se ostaci obitelji Romanov pokopaju u tvrđavi Petra i Paula, preferirajući "simbolični" grob dok se njihova autentičnost u potpunosti ne riješi. Kao rezultat toga, tijekom ukopa u srpnju 1998. godine, svećenik koji je predvodio misu je obitelj Romanov prozvao "kršćanskim žrtvama revolucije", a ne carskom obitelji. Patrijarh Aleksej II. koji je osjećao da je Crkva u cijelom slučaju stavljena u sporednu ulogu, odbio je služiti pogrebnu misu, a također je zabranio i drugim biskupima da sudjeluju u ceremoniji ukopa. Ruski predsjednik Boris Jeljcin ubojstva carske obitelji opisao je kao jedno od najsramotnijih poglavlja cjelokupne ruske povijesti.
Tijela carevića Alekseja i jedne od njegovih sestara (Marije, prema mišljenju ruskih odnosno Anastasije prema mišljenju američkih antropologa) otkrivena su 2007. godine. Dana 15. kolovoza 2000. godine ruska ortodoksna crkva najavila je kanonizaciju obitelji zbog njihove "poniznosti, strpljivosti i krotkosti". Međutim, reflektirajući se na intenzivnu debatu u vezi cijelog slučaja, biskupi nisu proglasili obitelj Romanov mučenicima. U razdoblju od 2000. do 2003. godine na mjestu gdje se nekad nalazila Ipatijevljeva kuća sagrađena je crkva svih svetih u Ekaterinburgu. Dana 1. listopada 2008. godine vrhovni sud Ruske Federacije službeno je proglasio da su Nikola II. i njegova obitelj bili žrtvama političke represije te su rehabilitirani. S druge strane, Komunistička partija Ruske Federacije odbacila je rehabilitaciju uz opasku da će ta odluka "prije ili kasnije biti ispravljena". Dana 26. kolovoza 2010. godine ruski sud naložio je tužiteljima ponovno pokretanje istrage u vezi ubojstva cara Nikole II. i njegove obitelji, premda je smatrano da su svi Boljševici koji su počinili zločin 1918. godine već odavno mrtvi. Istraživačka jedinica državnog tužitelja službeno je zatvorila kriminalnu istragu o ubojstvu cara Nikole zbog toga što je previše vremena prošlo od počinjenja kaznenog djela te zbog toga što su do tog trenutka svi odgovorni bili mrtvi. Međutim, moskovski sud naredio je ponovno otvaranje slučaja uz obrazloženje da odluka Vrhovnog suda u kojem se državu krivi za ubojstva čini odgovornost pravih ubojica irelevantnom. Krajem 2015. godine na inzistiranje ruske ortodoksne crkve ruski istražitelji ponovno su ekshumirali tijela Nikole II. i njegove supruge Aleksandre kako bi se obavili dodatni DNK testovi koji su potvrdili da kosti zbilja pripadaju njima dvoje.
Dana 11. srpnja 2018. godine provedeno je istraživanje koje je otkrilo da 57% Rusa "vjeruje da je smaknuće carske obitelji bio gnjusan i neopravdan zločin", dok je njih 29% izjavilo da je "posljednji ruski car platio preveliku cijenu za vlastite pogreške". Među njima 46% ispitanika u dobi između 18 i 24 godine vjeruje da je Nikola II. morao biti kažnjen za svoje pogreške. Samo 3% Rusa "bili su sigurni da je smaknuće carske obitelji bilo opravdana osveta za careve pogreške". Na stogodišnjicu ubojstava preko stotinu tisuća hodočasnika sudjelovalo je u procesiji koju je predvodio patrijarh Kiril u Ekaterinburgu, hodajući od centra grada gdje je obitelj Romanov pogubljena pa sve do samostana u Ganjinoj jami. Postoji raširena legenda da su ostaci obitelji Romanov u potpunosti uništeni upravo u Ganjinoj jami tijekom ritualnog ubojstva, a na tom mjestu se tijekom godina uslijed te glasine razvio poprilično profitabilan biznis. Pronađeni ostaci mučenika, stoga, uredno se ignoriraju. Ipak, u noći uoči stogodišnje obljetnice ubojstava, ruska vlast objavila je da je njezina najnovija istraga potvrdila da pokopana tijela u katedrali zbilja pripadaju obitelji Romanov. Država je, doduše, ostala po strani kada je u pitanju bila proslava obljetnice, budući predsjednik Vladimir Putin cara Nikolu II. smatra slabim vođom.

## Vanjske poveznice
- Jutarnji.hr - Romanovi: Nitko nije preživio pokolj  Arhivirana inačica izvorne stranice od 3. rujna 2014. (Wayback Machine) objavljeno 2. svibnja 2008.
- plosone.org
- peterkurth.com  Arhivirana inačica izvorne stranice od 5. kolovoza 2011. (Wayback Machine)